# 田中陽明
田中 陽明 （たなか はるあき、1970年-）
春蒔プロジェクト株式会社 代表取締役、co-lab 企画運営代表、クリエイティブ・プロデューサー、クリエイティブ・ファシリテーター、ブランディング・ディレクター。

## 略歴
- 1970年　福井県福井市生まれ
- 1989年　武蔵野美術大学造形学部建築学科 卒業
- 1993年　株式会社大林組 意匠設計部 勤務（〜1996年）
- 1996年　慶応義塾大学SFC研究所訪問研究員 奥出直人研究室（マルチメディア）
- 1997年　慶応義塾大学大学院SFC政策メディア研究科 藤畑正樹研(メディアアート専攻)(〜2000年修了) 大学院時代にメディアアートユニットflowを設立
- 1999年　慶應義塾大学SFC研究所訪問研究員 福田忠彦研究室（人間工学）
- 2000年　慶應義塾大学SFC研究所訪問研究員 三宅理一研究室（都市再生）
- 2003年　クリエイター専用のシェアード・コラボレーション・スタジオco-lab (コーラボ) をスタート
- 2005年　春蒔プロジェクト株式会社を設立 代表取締役就任

## 活動概要
クリエイターの社会的地位向上をサポートし、クリエイティブな社会をつくることを目的とし、クリエイター専用のコワーキングスペース『co-lab』（コーラボ）を2003年に設立。その企画運営を行う会社として、春蒔プロジェクト株式会社を2005年に設立する。
2005年にアメリカ西海岸で発祥したといわれるコワーキングスペースだが、co-labは2003年、世界に先駆けて設立された。
また春蒔プロジェクトは、co-labのクリエイターの集合体（現在約600名在籍）を中心に様々なデザインやアート、ビジネス、ソーシャル等のクリエイティブディレクションをプロジェクト単位で行ったり、大規模な再開発のブランディングディレクションを担当し、コンセプトメイク、建築家選定やデザインディレクション、ネーミング、PRや広報戦略、運営企画などを行い、co-labを施設内に設置した場合、開業後はエリマネやイベント企画を行い、運営上のブランディングにも寄与する等、総合的なコンサルティングを行なっている。
最近は、地方創生への関わりも増え、自治体の核になる施設開発から、地域課題の解決に関するコンサルティング、大規模な都市計画や再生計画のコンセプトメイクやステイクホルダー内の調整業務等を行うなど、活動の幅が多岐に渡っている。

## co-lab実績
- co-lab五反田 with JPRE／2024年予定／事業主：日本郵政不動産株式会社

　　デジタルものづくり支援、五反田再生拠点の運営
- co-factory渋谷／2019年〜現在／事業主：株式会社ジェクトワン、東電パワーグリッド株式会社

　　変電所リノベーションによる地域貢献
- co-lab渋谷キャスト／2017年〜現在／事業主：東急株式会社

　　全クリエイティブ領域の総合支援
- co-lab日本橋横山町／2016年〜2019年／事業主：ログス株式会社

　　ファッション業界のイノベーション
- co-lab代官山／2015年〜現在／事業主：有限会社佐藤商会

　　こどものクリエイティブ支援
- co-lab 墨田亀沢：re-printing／2015年〜現在／事業主：株式会社サンコー

　　印刷業のクリエイターとの化学反応
- co-lab渋谷アトリエ／2012年〜2017年／事業主：東急建設株式会社

　　デジタルファブリケーションの推進
- co-lab二子玉川／2011年〜2023年／事業主：コクヨ株式会社、東急株式会社

　　リビングラボによるまちづくり
- co-lab西麻布／2010年〜2017年／事業主：コクヨファーニチャー株式会社

　　インハウスデザイナーとのコラボレーション
- co-lab千駄ヶ谷／2010年〜2018年／事業主：株式会社シェアカンパニー

　　ソーシャルデザイナーのコラボレーション
- co-lab 三番町／2005年〜2011年／事業主：アールプロジェクト株式会社

　　クリエイティブコミュニティによる社会変革実験
- co-lab六本木／2003年〜2006年／事業主：森ビル文化事業部

　　世界初のコワーキングスペース

## 受賞歴
- 2003 ディスプレー産業賞大賞（経済産業大臣賞）『生命と環境の学習館』（クリエイティブディレクション）
- 2006 グッドデザイン賞／カシオ PLATalyst（ クリエイティブディレクション）
- 2006 日経ニューオフィス賞 ／寺岡精工（ クリエイティブディレクション）
- 2008 東京インタラクティブアドアワード(TIAA) 2008 サイト部門プロダクトサイト 入賞 （クリエイティブ・ディレクション）（ウェブデザイン：相馬一夫）
- 2008  JCD デザインアワード 2008 金賞 MUSVI（ クリエイティブ・ディレクション）（インテリアデザイン：POINT）

- 2016  グッドデザイン賞 co-lab として

## 出版・記事掲載歴
- 2018年『建築討論』/ 日本建築学会
- 2017年『近代建築』/ 近代建築社

　　　　　『the Office Environment』クリエイティブ・ビジネスの新領域を拓く/ OE研究所
- 2016年『PUBLIC DESIGN』新しい公共のつくりかた / 学芸出版 / 馬場正尊氏 著

- 2013年『シェアをデザインする』/ 学芸出版 / 成瀬猪熊等編 著

　　　　　『まちづくり：デッドライン』日経BP社 / 木下斉 広瀬郁 著
- 2011年『建築プロフェッションの解法』彰国社 / 高橋正明 著

　　　　　『リノベーションの現場』彰国社 / 共著
　　　　　『10+1』No.27 建築的 / アート的 / 掲載、等
- 2009年  新建築ムック『新世代建築家 100人』に田中陽明が選出

- 2006年  100周年記念出版『日経アーキテクチュア』グラフィカル アーキテクチュア/ 日経BP

- 2004年　日経新聞夕刊アート欄（カラー刷初回）flow,co-lab　芹沢高士氏、五十嵐太郎氏推薦

## TV・ラジオ出演歴
- 2019年　テレビ東京「東京交差点」(シェアオフィス) / 伊勢谷友介ナレーター

　　　　　　テレビ朝日「夜の巷を徘徊する」マツコデラックス出演 / co-lab渋谷キャストが2週連続放映
- 2017年　NHK ETV「オイコノミア」(経済番組) ピース又吉出演 / co-lab 渋谷アトリエ、渋谷ラジオ

- 2004年　テレビ東京　ワールドビジネスサテライト　co-lab六本木取材

- 2003年　テレビ東京「狸穴東京」co-lab

## 教職・講師歴
- 1996-2002（法）東京コンピューター専門学校 CG科デザイン 非常勤講師
- 1999           武蔵野美術大学 造形学部 建築学科: 特別講師
- 2008           東京造形大学 デザイン学科 メディアデザイン専攻領域：非常勤教員

## アーティストユニット
- 「flow」共同主宰（1997〜）

　　瀬藤康嗣（現フェリス女学院准教授）・山岸清之進（現NHK ETVディレクター）と組織。
　　アートで問題提起し、建築・デザインで問題解決するという方法で社会変動にフローしソーシャルデザインするメディアアートユニッ　　
　　ト。国内外の様々な美術、科学展に出展しアートピースを制作すると同時に、社会や都市問題を考える場を意識的にアートの領域で創造
　　／問題提起し、それを建築やデザインの領域で解決し実社会に落とし込むという手法で活動している。
- 「Bright Future Development / ブラフ」共同主宰（2008〜）

　　 南部隆一（グラフィック、メディアデザイン）、小田木確郎、関英則（建築デザイン）等と設立。建築系メディアアートユニット。　
　　　2010- WHITE LUNGS を愛知万博跡地に発表等。

## 活動歴
1997年
- [flow] 始動 企画・運営・インスタレーション

1998年　
- 三井不動産S&E 研究所との共同プロジェクトをプロデュース
アーティストインレジデンスタウンの提案

1999年
- 中日本航空株式会社共同プロジェクト「ヘリコプターを用いたメディア開発事業」ディレクション
- 武蔵野美術大学造形学部建築学科 特別講師
- 佐藤雅彦教授（CMプランナー）の講議にて教務助手担当（慶応大学SFC）
- 「海の家 プロジェクト-SPUTNIK-」 を企画・運営（湘南海岸／神奈川）IDEEや野村訓一氏等と協同: flow
- 「fancy dance- 日本の現代美術の現在展-」（アートソンジェ美術館／ソウル／韓国）: flow、キュレーター：長谷川祐子氏
- 慶應義塾大学大学院 政策・メディア研究科修士課程修了
- 慶應義塾大学 SFC 研究所研究員　福田忠彦研究室（人間工学）
- 「dot.jp展」（ニューヨーク近代美術館／ N.Y. ／アメリカ ): flow

2000年　 
- メディアデザインスタジオ「anode」始動　主宰
- 雑誌SPUTNIK にて、ネットワーク上での編集システムを企画、開発、運営（with IDEE）
- 慶應義塾大学 SFC 研究所研究員　三宅理一研究室（都市再生）
- Philip Morris Art Award 最終審査会
- SPUTNIK 海の家 プロジェクトを企画・運営・プロダクトデザイン（with IDEE）

2001年  
- 「artstalker 展 - 超領域 -」に参加／フランス大使館主催（日仏会館／東京）
- 「かごしま県民交流センター　生命と環境の学習館」／クリエイティブディレクション（トータルメディア株式会社）（鹿児島）
- 「MUTATIONS 展」ステファノ・ボエリ +マルティプリシティ［U・S・E：ヨーロッパ都市の流動］及び
- サンフォード・クインター［アメリカ―究極のアーバニズム］の映像制作、ディレクション（TN Probe ／青山／東京）
- 「BATOFAR SEEKING TOKYO」（バトファー／パリ／フランス）: flow

2002年
- 「DEMETER- 国際現代アート展 -」（帯広／北海道）に招聘作家として出展
- ディレクター芹沢高志nIALL プロジェクトを中村政人氏（現代美術家）、岸健太氏（建築家）とともに田中陽明（メディアアーティスト）として組織し、制作を行う

2003年
- 「時間旅行展」にてクリエイティブ・アドバイザー及び作品制作／無響空間 （日本科学未来館／台場／東京）
- 「co-lab」プロジェクト - 森ビル文化事業部との提携により、２５森ビル内に８００平米を要する工房と集合 SOHO を企画、運営を行う（六本木／東京）
- 横浜赤レンガ倉庫ギャラリーにてジュウシマツの生体を応用した作品『ChansonD'amour』発表 : flow
- かごしま県民交流センター　生命と環境の学習館（クリエイティブ・ディレクタ－を担当）がディスプレー産業賞2003 で大賞    （経済産業大臣賞）を受賞

2004年   
- 「アウト・ザ・ウインドー」展　展示空間デザイン（国際交流基金／赤坂）　キュレーター：住友文彦
- 電通　アディダス／アテネ・オリンピック用アート作品制作依頼
- （株）ソニーファシリティーマネージメントからの依頼で湘北短期大学食堂リノベーションのクリエイティブ・ディレクションを行う
- （株）モリモト本社ビルのファサードのインスタレーションの依頼。全面映像化計画提案（株：創芸）
- （株）ソニークリエイティブセンターからの依頼で、原宿分室のメディアアート・インスタレーションのコンペ。２等案：flow
- 野村不動産株式会社／マンションシリーズ『プラウド武蔵小杉』の庭の植栽および照明デザイン（株式会社創芸）
- トータルメディア開発研究所からの依頼で、愛知万博／愛知館の１空間のインスタレーション・コンペ
- co-lab グループ展（東京画廊／銀座）
- ホテル『クラスカ』７１７号室リノベーション・デザイン／都市デザインシステム（株）（目黒）
- 松下電工（株）と都市デザインシステム（株）からの依頼で、中国上海でのハイテク・インテリア・プロジェクトARCHIT をクリエイティブディレクション。（with co-lab）（上海／中国）
- 第２回府中ビエンナーレ　に『GREEN-NET SCAPE』出展　（府中市美術館／府中市）

2005年
- 春蒔プロジェクト株式会社 設立（東京都渋谷区松濤）田中陽明が代表取締役に就任
- アートユニットflow（代表田中による共同主宰）がDashanzi International Art Festival 2005 [Techno Orientalism] にGlobal Windchime Project を出展（北京大山子芸術区）
- 寺岡精工株式会社の食堂インテリアデザイン 日経ニューオフィス賞受賞（ブランディングディレクション／Cl=ソニーファシリティーマネージメント株式会社）
- co-lab 三番町 設立（東京都千代田区三番町／約200坪／150名規模／リノベーション／O=アールプロジェクト株式会社）

2006年
- 『National Design Salon』商品開発プロジェクト（クリエイティブディレクター／Cl=松下電工株式会社）
- ゲームメーカー経営理念（クリエイティブディレクター／Cl=スクエアエニックス）
- 『PLATalyst』商品開発プロジェクト＆グッドデザイン賞 2006受賞（クリエイティブディレクター／Cl=カシオ計算機株式会社）
- 株式会社リーバイスジャパン リーバイス万華鏡型フィッティングルーム（デザイン・制作／新宿）
- 『日本料理 櫻山』（ブランディングディレクション及びデザイン・制作／Cl=櫻山／秋田県）
- ジュエリーブランド「MUSVI」JCDデザインアワード金賞(ブランディングディレクション／空間D:POINT、ジュエリーD:co-labメンバー等／福岡県）

2008年
- Knit Cap Cup 2007 （クリエイティブディレクター /Cl＝有限会社白倉ニット／新潟県）

2009年
- TATAMO! プロジェクト開始（クリエイティブディレクター）

2010年
- co-lab 千駄ヶ谷 開業（東京都渋谷区千駄ヶ谷／約350坪／150名規模／リノベーション／O=株式会社シェアカンパニー）
- co-lab 西麻布 開業／KREI開業（東京都港区西麻布／約150坪／50名規模／リノベーション／O=コクヨ株式会社）
- アートユニットBRF（田中共同主宰）にて、愛地球博公園に常設展示作品として[WHITE LUNGS]をアーティストとして出展（愛知県）

2011年
- co-lab 二子玉川 開業／カタリストBA 設立（立上げコンサルティング、企画運営 ／東京都世田谷区二子玉川／約100坪／80名規模／新築／O=コクヨファニチャー株式会社）
- CUP NOODLE MUSEUM 常設展示メディアアート作品3点制作（横浜）クワクボリョウタ氏と協同（CD＝佐藤可士和氏、 Cl＝トータルメディア、日清食品）

'2012年
- co-lab 渋谷アトリエ開業 Fablab渋谷併設し、運営スペースや資金支援（東京都渋谷区宇田川町／約250坪／120名規模／リノベーション／O=東急建設株式会社）
- 東京都の定期借地コンペにて1位を獲得（現：渋谷キャスト）開発段階での施設全体のデザイン監修。co-lab関係者の集合知で建築内外装デザインを開始。竣工後はco-labが入居し、エリアマネジメント企画やインナーブランディングを行う
- EDGE TOKYOシリーズをco-lab二子玉川にて始動、先端クリエイターと先端テーマによるトークセッションによりクリエイションの新領域を紹介（クリエイティブディレクション）

2013年
- コクヨファニチャーとアクティブラーニング用チェアー恊働開発「Campusシリーズ」（クリエイティブディレクション／石黒猛・元 IDEOと伊東祥次・元無印良品デザイン部長の参画）
- FabLab Shibuya 等と連携し、co-lab 渋谷アトリエにてデジタルファブリケーション工房「co-factory」始動（プロデュース）
- 素材の新たな視点の提供ショーケース「マテリアルガーデン」をco-lab西麻布にて始動 （クリエイティブディレクション）

2014年
- 横浜市 地元クリエイターと地元企業による地消地産のプロダクト開発（プロジェクトビジネスマッチングのコーディネート/Cl=横浜市文化観光局/〜2016年）

2015年
- co-lab 代官山 開業／SodaCCoビル（東京都渋谷区代官山町／約300 坪／180名規模／リノベーション／O=有限会社佐藤商会）
- co-lab 墨田亀沢：re-printing 開業（東京都墨田区亀沢／約50坪／リノベーション／O=株式会社サンコー）

2016年
- co-lab 二子玉川 EDGE TOKYO 2 まちづくりをテーマに開始　二子玉川のブランディングを考える（イベント企画・運営／監修 馬場正尊氏、伊藤香織氏）
- co-lab 日本橋横山町：re-clothing 開業（東京都中央区日本橋横山町／約200坪／O=ログズ株式会社／山縣氏校長「ここのがっこう」と連携 ）

2017年
- co-lab 渋谷キャスト開業（東京都渋谷区渋谷／300 坪／180名規模／新築／O=東急株式会社）
- JR 木更津駅 co-lab 導入コンサルティング（クリエイティブディレクション /Cl=JR東日本）
- JR 板橋駅前 co-lab 導入コンサルティング（クリエイティブディレクション/Cl=野村不動産株式会社）
- 新TODA京橋ビル「創作交流施設」にco-lab導入コンサルティング（クリエイティブディレクション/Cl＝戸田建設株式会社）

2018年
- 2026年竣工予定 虎ノ門大規模開発(ブランディングディレクション /Cl＝日本土地建物)
- 五反田大規模開発 co-labの導入コンサルティング（ブランディングディレクション／Cl＝日本郵政）
- 2025年竣工予定 大阪淀屋橋大規模開発プロジェクト（ブランディングディレクション／Cl＝日本土地建物・京阪ホールディングス）

2019年
- 福井駅前再開発プロジェクト 準構成員としてエントリーしコンペ通過 co-lab導入検討（クリエイティブディレクション／Cl＝駅前再開発組合、フジナガエステート）
- 202X URBAN VISIONARY 大手ディベロッパートークセッションシリーズ開始（イベント企画・運営）
- co-factory 渋谷 開業（東京都渋谷区渋谷／約182坪／80名規模／BO＝東京電力パワーグリッド株式会社／Cl=株式会社ジェクトワン）
- 豊洲再開発プロジェクト（co-lab導入検討／Cl＝清水建設）

2020年
- 野村不動産株式会社、日本女子大学篠原研究室との協働プロジェクト。住宅地でのコワーキングスペース（クリエイティブディレクション及びデザイン・制作）
- 福井駅前A街区再開発コンセプトメイク（クリエイティブディレクション／ Cl＝RIA及び森ビル都市企画）
- 千代田区神田西口駅前大規模再開発プロジェクト（コーディネート／ Cl＝大手ディベロッパー）
- 横浜グローバルスカイコモンズ基本構想業務（コワーキング導入コンサル／CI=相鉄アーバンクリエイツ）
- 幡ヶ谷等都内変電所跡地提案・co-factory渋谷入居者協業・新規事業提案（企画提案／Cl＝東京電力パワーグリッド株式会社）

2021年
- まちの研究所と共創パートナーシップ協定「co×Co-lab」締結
- 福井駅前再開発 日本最長の仮囲いアートプロジェクト （クリエイティブディレクション／Cl＝再開発組合／福井市）
- 「都市再生ステップアップ・プロジェクト　渋谷一丁目地区共同開発事業」コンペ検討業務（Cl=東急株式会社）

2022年
- Brillia京都松ヶ崎 集合住宅プロジェクト（ブランディングディレクション／Cl＝東京建物株式会社）
- 葛西臨海水族園（仮称）整備等事業コンペの提案に係るサポート（開発デザインコンセプト制作／Cl＝大成建設）
- 新TODA京橋ビル「創作交流施設」co-lab導入検討（Cl＝戸田建設 / 2017年~2022年）

2023年
- 虎ノ門一丁目東地区市街再開発（ブランディングディレクション、コンセプトメイク、広報戦略、イノベーションセンター立上げコンサル／Cl=虎ノ門一丁目東地区市街再開発準備組合中央日本土地建物株式会社/2020年〜現在）
- 福井越前たけふ駅前開発　事業実施計画書作成補助業務（コンセプト制作、用途企画提案／Cl＝戸田建設株式会社）
- 新潟県長岡市 ミライエ長岡　イノベーションサロン導入機能・運営体制構築支援・地域課題解決コンサル（クリエイティブディレクション、Cl＝長岡市）
- co-lab五反田新設準備　日本郵政不動産株式会社からの運営委託